# Myrcia inconspicua
Myrcia inconspicua är en myrtenväxtart som beskrevs av L.Kollmann och Marcos Sobral. Myrcia inconspicua ingår i släktet Myrcia och familjen myrtenväxter. Inga underarter finns listade i Catalogue of Life.